# Pinto Fútbol Sala
Pinto Fútbol Sala fue un equipo español de fútbol sala situado en Pinto (Comunidad de Madrid). El equipo se fundó en 1988 y desapareció en 2010 por problemas económicos. Durante su existencia, su mejor etapa deportiva tuvo lugar entre 2008 y 2010, cuando el club ascendió a División de Honor de la Liga Nacional de Fútbol Sala.

## Historia
El equipo se fundó en 1988 como Cadonsa Pinto, y durante varios años transitó por las categorías regionales de Madrid. En la temporada 2003/04 Pinto consiguió subir a División de Plata, tras terminar en primera posición en su grupo de Primera Nacional "A". En ese tiempo, el club cambió su nombre por el de Pinto Fútbol Sala.
En los siguientes años, la entidad invirtió en la promoción de la cantera, y se nutrió de jugadores con experiencia en categorías profesionales para consolidar la permanencia. Sin embargo, el club destacó en la temporada 2007/08 como una de las revelaciones de la categoría de plata. Pinto FS finalizó la liga regular en segunda posición, y certificó su ascenso a División de Honor de la Liga Nacional de Fútbol Sala. En los playoff para subir, derrotó a CD Burela FS e Intersa Ibi FS.
En su debut en primera división, Pinto fue patrocinado por la tienda de electrodomésticos Tien 21 y el Ayuntamiento de Pinto, por lo que se llamó Tien 21 Punctum Millenium Pinto. Con una plantilla nutrida de jóvenes y veteranos dirigida por Luis Fonseca, Pinto FS dio la sorpresa al finalizar sexto la temporada regular. Una vez en los playoff por el título, Pinto derrotó al FC Barcelona Mobicat y cayó en semifinales ante Inter Movistar.
Aunque aspiró a ser el equipo de fútbol sala del sur de Madrid, las empresas privadas dejaron de patrocinar al Pinto FS al término de la temporada por la crisis económica. El club tuvo que reestructurarse por completo, vender a sus mejores jugadores y remodelar toda su plantilla. En la temporada 2009/10 el desempeño de Pinto fue muy distinto al campeonato anterior, y descendió a División de Plata con sólo dos victorias en liga regular.
Al no poder afrontar sus deudas con la Federación española y sus acreedores, Pinto FS no pudo pagar la cuota de inscripción en la segunda categoría. De este modo, anunció su desaparición en septiembre de 2010.